# Yasin Ayari
Yasin Ayari (Solna község, 2003. október 6. –) svéd korosztályos válogatott labdarúgó, az angol Brighton & Hove Albion középpályása.

## Pályafutása

### Klubcsapatokban
Ayari a svédországi Solna községben született. Az ifjúsági pályafutását a helyi Råsunda csapatában kezdte, majd 2012-ben az AIK akadémiájánál folytatta.
2020-ban mutatkozott be az AIK első osztályban szereplő felnőtt csapatában. 2020. december 6-án, az Elfsborg ellen 2–2-es döntetlennel zárult bajnokin debütált. 2021. október 22-én négy éves profi szerződést kötött a svéd klubbal, amelynél így már a 2025-ös szezon végéig maradhat. Első gólját 2022. április 2-án, a Häcken ellen 4–2-re elvesztett mérkőzésen szerezte. 2023. január 30-án 4½ éves szerződést kötött az angol első osztályban érdekelt Brighton & Hove Albion együttesével.
2023. augusztus 21-én kölcsönbe került a Coventry City csapatához. 2024. január 5-én a 2023–2024-es szezon végéig kölcsönbe csatlakozott a Blackburn Rovers klubjához.

### A válogatottban
Ayari az U16-os, az U19-es és az U21-es korosztályú válogatottakban is képviselte Svédországot.

## Statisztikák
2022. november 6. szerint
| Klub     | Szezon   | Osztály     | Bajnokság | Bajnokság | Kupa  | Kupa | Nemzetközi | Nemzetközi | Összesen | Összesen |
| Klub     | Szezon   | Osztály     | Meccs     | Gól       | Meccs | Gól  | Meccs      | Gól        | Meccs    | Gól      |
| -------- | -------- | ----------- | --------- | --------- | ----- | ---- | ---------- | ---------- | -------- | -------- |
| AIK      | 2020     | Allsvenskan | 1         | 0         | 0     | 0    | —          | —          | 1        | 0        |
| AIK      | 2021     | Allsvenskan | 12        | 0         | 2     | 1    | —          | —          | 14       | 1        |
| AIK      | 2022     | Allsvenskan | 24        | 4         | 4     | 0    | 5          | 1          | 33       | 5        |
| AIK      | Összesen | Összesen    | 37        | 4         | 6     | 1    | 5          | 1          | 48       | 6        |
| Összesen | Összesen | Összesen    | 37        | 4         | 6     | 1    | 5          | 1          | 48       | 6        |

## Sikerei, díjai
AIK
- Allsvenskan
  - Ezüstérmes (1): 2021